# Офтальмогельминтозы
Офтальмигельминтозы (ophthalmohelminthosis) — паразитарные поражения глаз, вызванные гельминтами.
В глазе могут паразитировать различные черви, вызывая следующие заболевания:
- Дирофиляриоз[1]
- Гирудиноз
- Лоаоз[2]
- Онхоцеркоз[3]
- Токсокароз[4][5]
- Трихинеллёз[6]
- Цистицеркоз[7]
- Шистосомоз[8]
- Эхинококкоз[9]

Данный тип гельминтоза напоминает офтальмомиаз.
Лечение оперативное. Прогноз серьёзный ввиду опасности потери зрения.